# 紹瑪女王

紹瑪女王，又譯蘇摩，是柬埔寨歷史上扶南的一位女性國王，也是柬埔寨傳說中的第一位國王。
紹瑪是蛇王（那伽王）的女兒。她與一位來自印度的婆羅門憍陳如一世結婚，生下子女，開創了扶南王國。後來，憍陳如一世建立了都城，將國家命名為「柬埔寨」。
憍陳如一世的事跡在占婆的美山聖地碑文中有記載。柬埔寨傳說中有Preah Thong和Neang Neak的故事，中國漢文文獻《梁書》中記載有混填和柳葉的故事，這兩則故事的內容大同小異。有些學者認為紹瑪女王、Neang Neak和柳葉是同一個人，但另一些學者反對這個觀點。
| 新頭銜 新成立國家 | 扶南國王 50/68 年 – 1世紀 | 繼任者： 憍陳如一世 |